# Drama tamil
Un drama tamil es una producción audiovisual escrita, producida y filmada en la Tamil Nadu, Singapur, Sri Lanka y Malasia equivalente a las telenovelas es un formato televisivo en la programación diaria. De 100 a 1000 capítulos cada una, estas series Tamil son también conocidas en Tamil como TV Drama. Todas las cadenas tamil producen diversas telenovelas de diferentes temas: familia, comedia, romance, historia, horror, etc.  
Presentado en episodios transmitidos en canales de televisión de este país. Muchos "seriales", como se los llama, han ganado popularidad en el extranjero, a través de Asia y entre los diáspora tamil en otros lugares. Muchos también han sido dobladas al lenguaje indio y ha ganado popularidad en Sri Lanka, Singapur y Malasia.

## Emisoras
Las principales emisoras de doramas son  Sun TV, Vijay TV, Zee Tamizh, Colors Tamil, Jaya TV y MediaCorp Vasantham. Cada cadena televisiva se centra mayormente en una temática específica. Sun TV es una de las más populares. Es bastante común que en el reparto aparezcan actores o famosos en general, muy conocidos para el público. Uno de los actores más conocidos es Raadhika. Conocido principalmente por su papel en: Chithi, Annalamai, Selvi, Arasai, Chellame, Vaani Rani y Chandirakumari. Otros actores-actrices famosos son Khushbu Sundar, Ramya Krishnan, Vani Bhojan, Sruthika, Devayani, Krishna, Pirajin, Karthik, Shree, Sanjeev, Deepak, y Rachitha etc.

## Principales canales
- Sun TV India (enlace roto disponible en Internet Archive; véase el historial, la primera versión y la última).
- in Puthuyugam TV
- Polimer TV
- Kalaignar Network (enlace roto disponible en Internet Archive; véase el historial, la primera versión y la última).
- Jaya Network
- Raj Network